# Direction spécialisée de contrôle fiscal

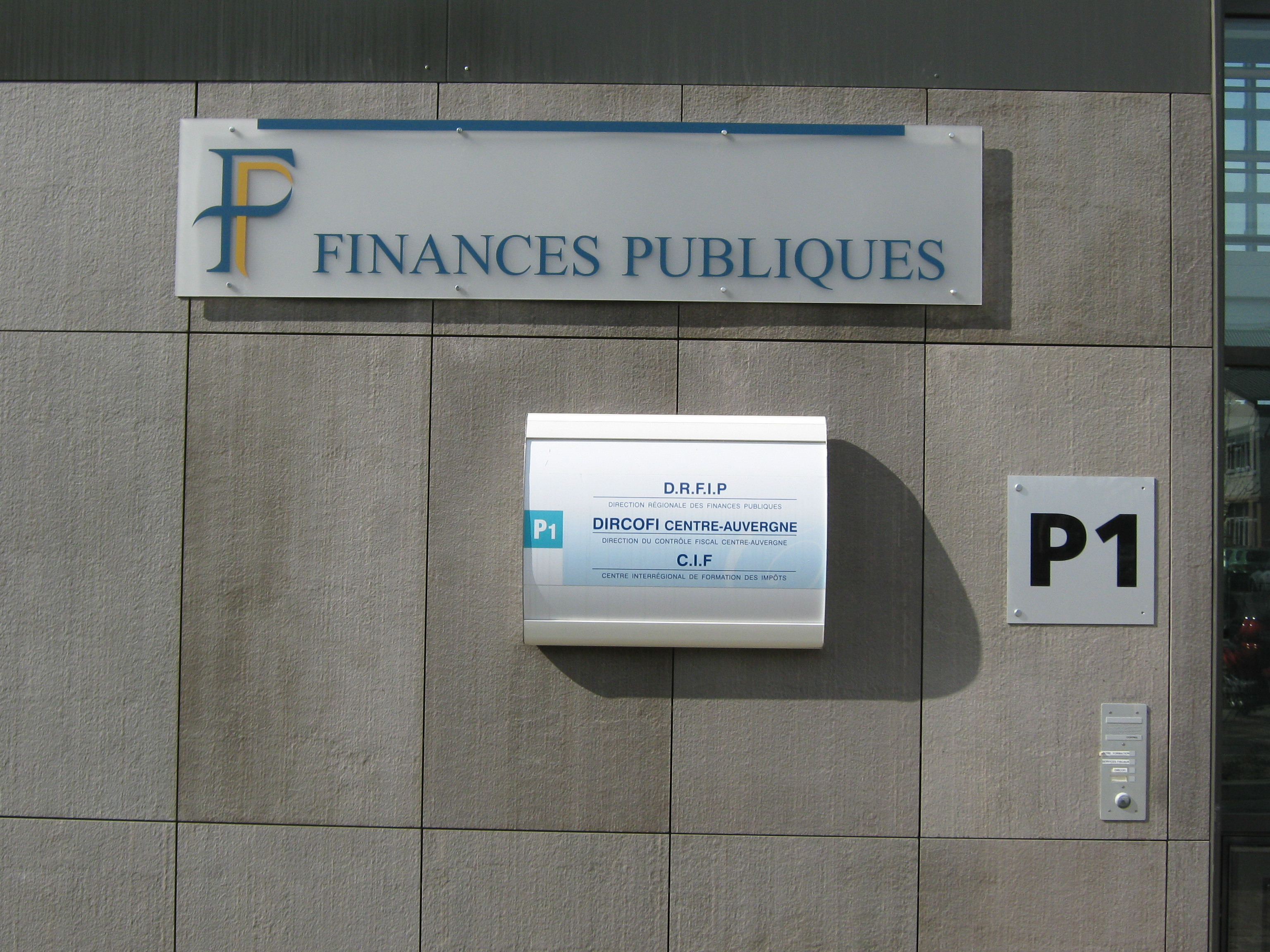
Façade du bâtiment qui, à Orléans, abrite la direction régionale des finances publiques du Centre ainsi que la direction de contrôle fiscal Centre - Auvergne et le centre interrégional de formation des impôts

Les directions spécialisées de contrôle fiscal (DirCoFi) sont des directions spécialisées de la direction générale des Finances publiques chargées du contrôle fiscal au niveau d'un territoire pouvant regrouper plusieurs régions. Elles sont chargées du contrôle des entreprises de taille moyenne : chiffre d’affaires compris entre 1,5 M€ et 152,4 M€ pour les ventes et entre 0,5 M€ et 76,2 M€ pour les prestations de service.
Elles  constituent une déclinaison territoriale autonome de la direction nationale des enquêtes fiscales (DNEF) et sont chargées du pilotage des brigades de contrôle et de recherche (BCR).
Elles sont composées de 10 à 58 brigades en fonction de la zone géographique couverte (de 6 à 14 départements) et comptent au total près de 1 600 vérificateurs. Les vérificateurs sont des inspecteurs (catégorie A).
Elles ont été créées le 1er septembre 2000 pour se substituer aux directions régionales des Impôts ou, pour l'Île-de-France, à la délégation régionale pour la région Île-de-France et aux directions des vérifications Île-de-France-Ouest et Île-de-France-Est, dans les missions de contrôle fiscal et de juridiction contentieuse et gracieuse.
Initialement, elles étaient au nombre de dix (Nord, Est, Île-de-France ouest, Ile-de-France est, Centre, Rhône-Alpes-Bourgogne, Sud-Est, Sud-Pyrénées, Sud-Ouest, et Ouest), depuis le 1er septembre 2017, il y en a huit :
| Nom                   | Ressort territorial                             | Siège                           |
| --------------------- | ----------------------------------------------- | ------------------------------- |
| Dircofi Centre-Est    | Auvergne-Rhône-Alpes, Bourgogne-Franche-Comté   | Lyon (Rhône)                    |
| Dircofi Centre-Ouest  | Bretagne, Centre-Val de Loire, Pays de la Loire | Rennes (Ille-et-Vilaine)        |
| Dircofi Est           | Grand Est                                       | Nancy (Meurthe-et-Moselle)      |
| Dircofi Île-de-France | Île-de-France                                   | Saint-Denis (Seine-Saint-Denis) |
| Dircofi Nord          | Hauts-de-France, Normandie                      | Lille (Nord)                    |
| Dircofi Sud-Est       | Corse, Provence-Alpes-Côte d'Azur, Outre-mer    | Marseille (Bouches-du-Rhône)    |
| Dircofi Sud-Ouest     | Nouvelle-Aquitaine                              | Bordeaux (Gironde)              |
| Dircofi Sud-Pyrénées  | Occitanie                                       | Toulouse (Haute-Garonne)        |